# 廉斯嘉
廉斯嘉（1995年8月22日—），中国女藝人、女演员，出生于中華人民共和國，三歲開始僑居日本。出道前曾在JYPE當過練習生。2018年8月間作為韓國fent旗下女團FANATICS成員之一出道。
2021年9月24日，與FENT解除合約，退團並退社。開通了個人微博帳號，並說明「新的旅程，新的開始」。斯嘉之個人影片也從組合FANATICS官方YouTube頻道移除。
2022年8月，參加綜藝節目《聲聲如夏花》。
2023年1月1日，參加《夏花新年音樂會》演出。